# Martim Marques
Martim Alexandre Costa Marques (Vila Nova de Gaia, 11 febbraio 2004) è un calciatore portoghese, difensore del Lugano.

## Carriera

### Club
Marques è cresciuto nel settore giovanile dello Sporting Lisbona, con cui ha firmato il primo contratto professionistico il 4 agosto 2020. Il 13 giugno 2023 è stato acquistato dal Lugano ed il 18 agosto 2023 ha debuttato in prima squadra nell'incontro di Coppa Svizzera vinto 7-0 contro il Gunzwil, dove ha trovato anche la sua prima rete.

### Nazionale
Ha giocato con le nazionali giovanili portoghesi Under-18, Under-19 ed Under-20.

## Statistiche

### Presenze e reti nei club
Statistiche aggiornate al 7 novembre 2024.’’
| Stagione        | Squadra            | Campionato      | Campionato | Campionato | Coppe nazionali | Coppe nazionali | Coppe nazionali | Coppe continentali | Coppe continentali | Coppe continentali | Altre coppe | Altre coppe | Altre coppe | Totale | Totale |
| Stagione        | Squadra            | Comp            | Pres       | Reti       | Comp            | Pres            | Reti            | Comp               | Pres               | Reti               | Comp        | Pres        | Reti        | Pres   | Reti   |
| --------------- | ------------------ | --------------- | ---------- | ---------- | --------------- | --------------- | --------------- | ------------------ | ------------------ | ------------------ | ----------- | ----------- | ----------- | ------ | ------ |
| 2021-2022       | Sporting Lisbona B | TL              | 1          | 0          | -               | -               | -               | -                  | -                  | -                  | -           | -           | -           | 1      | 0      |
| 2023-2024       | Lugano II          | PL              | 4          | 0          | -               | -               | -               | -                  | -                  | -                  | -           | -           | -           | 4      | 0      |
| 2023-2024       | Lugano             | SL              | 12         | 1          | CS              | 3               | 1               | UEL+UECL           | 0+2                | 0                  | -           | -           | -           | 17     | 2      |
| 2024-2025       | Lugano             | SL              | 11         | CS         | 1               | 1               | UCL+UEL+UCL     | 0+1+3              | 0+0+1              | -                  | -           | -           | 16          | 2      |        |
| Totale carriera | Totale carriera    | Totale carriera | 28         | 1          |                 | 4               | 1               |                    | 6                  | 1                  |             | -           | -           | 38     | 3      |